# Askenázi Cevi
Askenázi Cevi (Morvaország, 1656 – Lwów, 1718. május 2.) budai rabbi, újkori zsidó író.

## Élete és munkássága
Fia volt Askenázi Jakabnak, aki a budai rabbiszékben Kohen Efraim utóda és veje volt. A zsidó irodalom Chacham Cevi néven ismeri, a történelem pedig mint Sabbatáj Cévinek, az álmessiásnak elítélőjét, jóllehet atyja Sabbatai Cevi vakbuzgó követője volt. Askenázi atyjától, nagybátyjától, majd Szalonikiben tanult Kubo Éliás rabbi vezetése mellett. Onnan visszatért Budára, megnősült és tanulmányainak élt. Életének Buda 1686-os ostroma adott új fordulatot, amikor anyja és nővére is meghalt. Ő maga Szarajevóba menekült, ahol rabbinak választották. Atyját a brandenburgi katonák Berlinbe hurcolták. Fogságából kiszabadulva Altonába ment, ahol nagy tisztelettel fogadták, de ő Palesztinába ment, és ott 73 éves korában elhunyt. Amikor Cevi szülei sorsáról értesült, maga is Altonába ment, és ott is mint rabbi működött. Tudásával a keresztény előkelők körében is elismerést szerzett. Döntései, amelyeket a világ minden részéből kikértek, Chacham Cevi címmel jelentek meg Amszterdamban 1712-ben. E mű nem csupán responsumokat tartalmaz, hanem Sulchán Áruch és Talmud-magyarázatokat is. Cevi a német rabbik közt legjobban ismerte és fel tudta használni kora szefárd rabbinikus irodalmát. Második, altonai házasságából született Jacob Emden. Cevit Hamburgban is megválasztották rabbinak, de mind ott, mind később Amszterdamban a szabbatteánusok miatt nem volt maradása, és 1714-ben Lwówba ment rabbinak, ahol köztiszteletnek örvendett, és ott hunyt el 1718-ban.